# Bahlburg (Winsen)
Bahlburg ist ein Ortsteil von Winsen (Luhe) im Landkreis Harburg in Niedersachsen. Der Ort hat 796 Einwohner (Stand: 30. April 2024).

## Geschichte
Bei Bahlburg befanden sich drei jungsteinzeitliche Großsteingräber, die im 19. Jahrhundert zerstört wurden.
Bahlburg entstand am historischen Postweg zwischen Lüneburg und Harburg, der hier die Luhe überquerte, und war ursprünglich ein altes Bauerndorf. Ein Zufluss der Luhe, der Garlstorfer Aubach, durchquert ebenfalls den Ort.
Das Dorf wurde erstmals am 26. Februar 1312 urkundlich erwähnt. Im Dreißigjährigen Krieg wurde von dänischen Truppen am 22. Januar 1627 die Amtsmühle niedergebrannt und am 21. Juni das ganze Dorf.
In Bahlburg befand sich eine Befestigungsburg, die zum Schutz vor den Wenden diente. Sie wurde vermutlich im 8. oder 9. Jahrhundert errichtet. Der genaue Standort der Burg ist unbekannt. Bis sich der Name Bahlburg entwickelte, dauerte es einige Jahrhunderte. Vorherige Namen waren Padelenborgh, Padelingheborch, Badelenborg, Padelborch, Palborch, Baalburg, Bahlburgk und Bahleborg.
Durch Bahlburg verlief die Bahnstrecke Wittenberge–Buchholz, die im Abschnitt Lüneburg–Buchholz von 1872 bis 1874 erbaut wurde. 1912 wurde in Bahlburg ein Haltepunkt eingerichtet. Der Personenverkehr wurde 1981 eingestellt, die letzten Gleisanlagen wurden im Jahr 2000 entfernt.
Mit der Gebietsreform in Niedersachsen wurde Bahlburg am 1. Juli 1972 zu Winsen eingemeindet.

## Politik
Ortsvorsteherin des Ortsteils Bahlburg ist Ulrike Hermann.

## Kultur

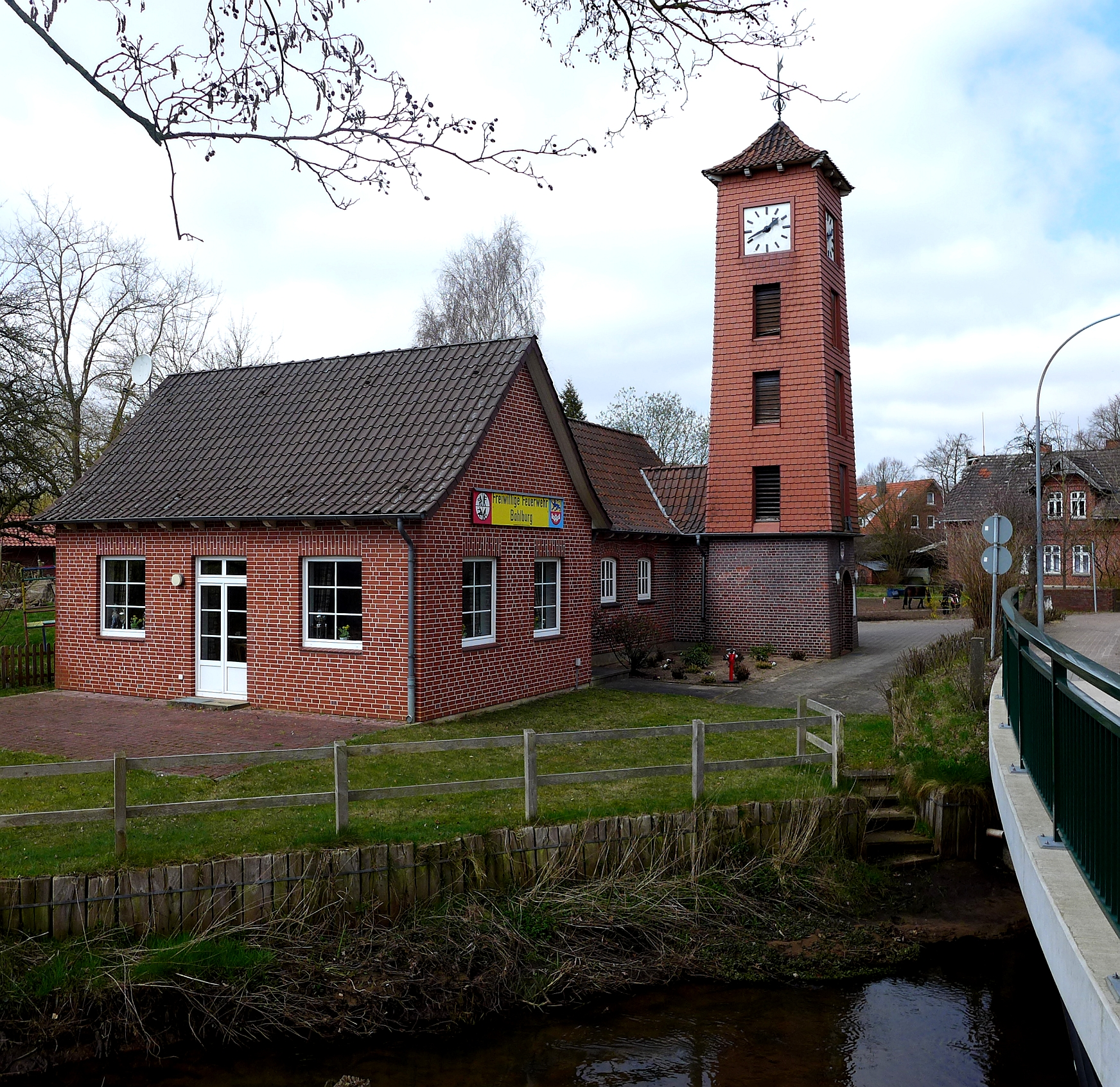
Feuerwehrhaus mit Schlauchturm

Die Freiwillige Feuerwehr Bahlburg wurde am 1. April 1935 gegründet. 1998 wurde sie durch eine Jugendfeuerwehr ergänzt. Seit 2019 befindet sich die FF Bahlburg in einem neu gebauten modernen Feuerwehrhaus mit zwei Fahrzeugstellplätzen, Schulungsraum und Lagerraum an der Bahlburger Straße. Das alte Feuerwehrhaus wird derzeit durch private Initiativen für kulturelle Veranstaltungen genutzt. Es liegt am Garlstorfer Aubach und wird durch einen Schlauchturm geziert.
Im Dorf gibt es ein Gefallenendenkmal für die Opfer beider Weltkriege.
Es existiert mit der "Dorf- und Freizeitgemeinschaft Bahlburg e.V." (DFGB) ein gemeinnütziger Dorfverein, der im Jahr 1994 ins Leben gerufen wurde. Seit 1997 betreibt die DFGB als Vereinslokal das "Dörpshus" mit Saal und angeschlossener (verpachteter) Gaststätte.

## Natur
In der Nähe von Bahlburg befinden sich drei Naturschutzgebiete. Der Bahlburger Bruch und der Laßbrook wurden 1987 unter Naturschutz gestellt, das Hohe Holz 2001. Während sich der Bahlburger Bruch und der Laßbrook im Westen befinden, liegt das Hohe Holz östlich von Bahlburg. Alle drei Gebiete sind Laubwälder.

## Verkehr
Die Hauptstraße Bahlburgs ist die Kreisstraße 37 (Burgstraße), die Bahlburg im Westen mit Pattensen und im Südosten mit Vierhöfen verbindet. Westlich des Ortes verläuft die Landesstraße 234 als Winsener Landstraße. Im Norden führt diese nach Luhdorf und später nach Winsen, im Süden nach Wulfsen und Garstedt.
Es bestehen Busverbindungen der KVG Stade im Tarif des HVV. Die Linien 4409 und 4410 verbinden Bahlburg mit Schulen und Schulzentren in Winsen, Roydorf, Pattensen und Stelle. Die Linie 5202 fährt nach Lüneburg. Die meisten Verbindungen bestehen nur an Schultagen.

## Persönlichkeiten
- Johannes Backhaus (1826–1897), Pädagoge und Schulinspektor in Osnabrück